# Head for the Door
Head for the Door è il terzo album della band statunitense The Exies pubblicato il 2004 dalla Virgin Records.

## Tracce
1. Slow Drain – 3:35
2. Splinter – 3:39
3. Ugly – 3:18
4. What You Deserve – 3:08
5. Hey You – 3:58
6. Baptize Me – 3:38
7. F.S.O.S. – 2:39
8. My Opinion – 3:20
9. Dear Enemy – 3:55
10. Tired of You – 3:59
11. Normal – 3:35
12. Don't Push the River – 2:54

### Japan Bonus Tracks
1. Unspoken – 3:38
2. Like Minded – 2:52